# Frotáž (umělecká technika)

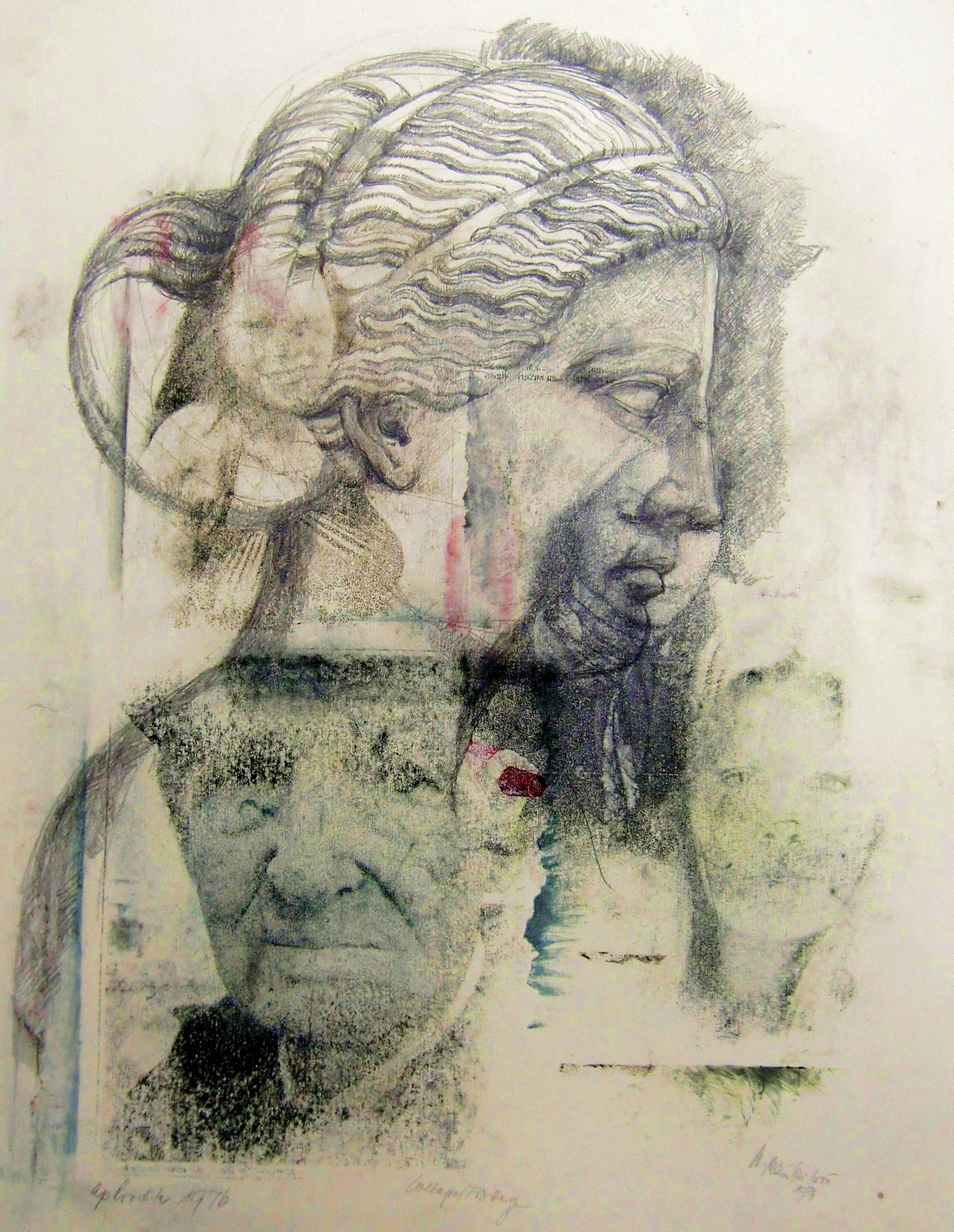
Walter Maier-Kößler: Aphrodite, frotáž kombinovaná s koláží

Frotáž (z francouzského Frotter – třít, drhnout, natírat) je umělecká technika kopírování, resp. přenášení reliéfní struktury na papír. Podobné jsou techniky kopírování povrchů v angličtině označované jako Brass rubbing a Stone rubbing (otisk mosazných a kamenných náhrobních desek). Tuto techniku používají také některé forenzní vědy.
Princip spočívá v přiložení papíru (obvykle pevný papír z dlouhých přírodních vláken) na reliéf. Rovnoměrným přejížděním měkké tužky, kreslicího uhlu, voskové křídy nebo válečku s barvou po celé ploše zakrytého reliéfu je vytvořen jeho otisk. Efekt vzniká v důsledku změny přítlačného tlaku kreslicího nástroje v místě vyvýšení reliéfu. Dokonalejší otisk je možno získat předchozím navlhčením papíru a zvýrazněním reliéfu potupováním tvrdším kartáčem. Frotáž je možné použít na jakýkoli reliéfní materiál (dřevo, kůra, suché listy stromů, apod.), včetně grafických tiskových matric.
V umění tuto techniku zavedl roku 1925 Max Ernst a byla využívána zejména surrealisty. Ti využívali např. otisků struktury dřeva nebo textury jiných materiálů a náhodné obrazce doplňovali kresbou nebo koláží.

## Jiné užití frotáže

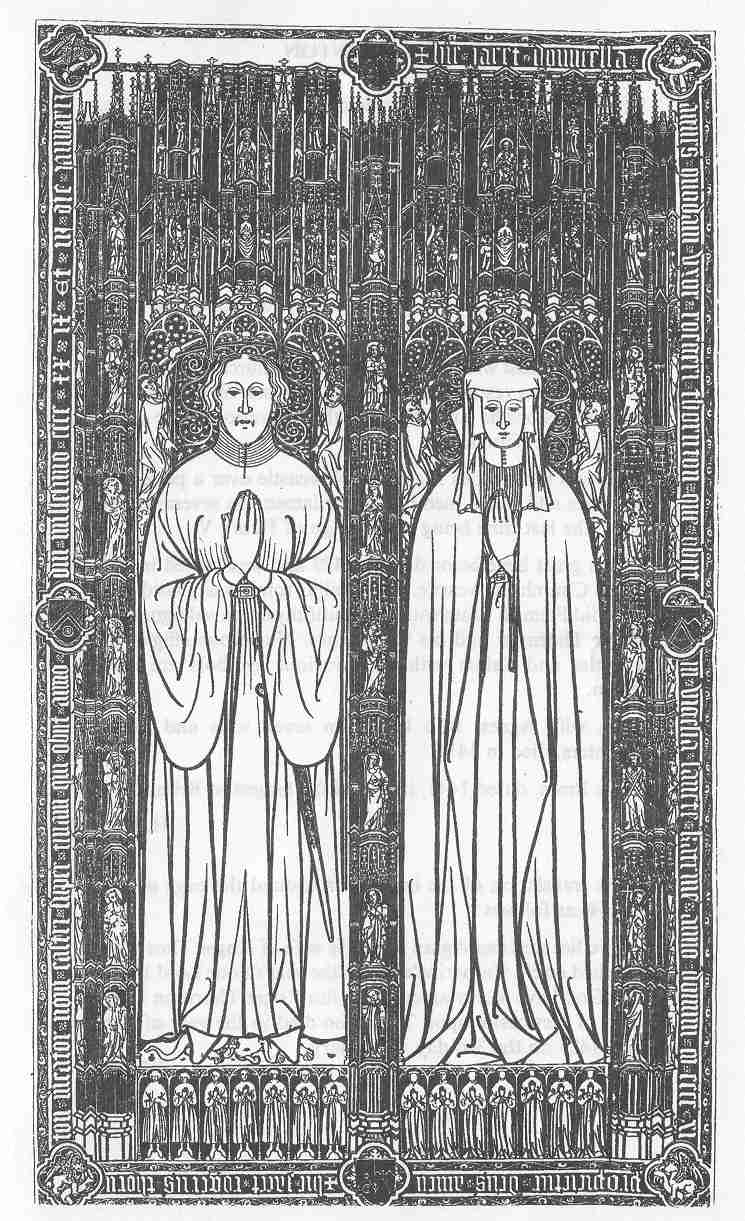
Mosazný náhrobek – Roger and Agnes Thornton, 1441, Brass rubbing

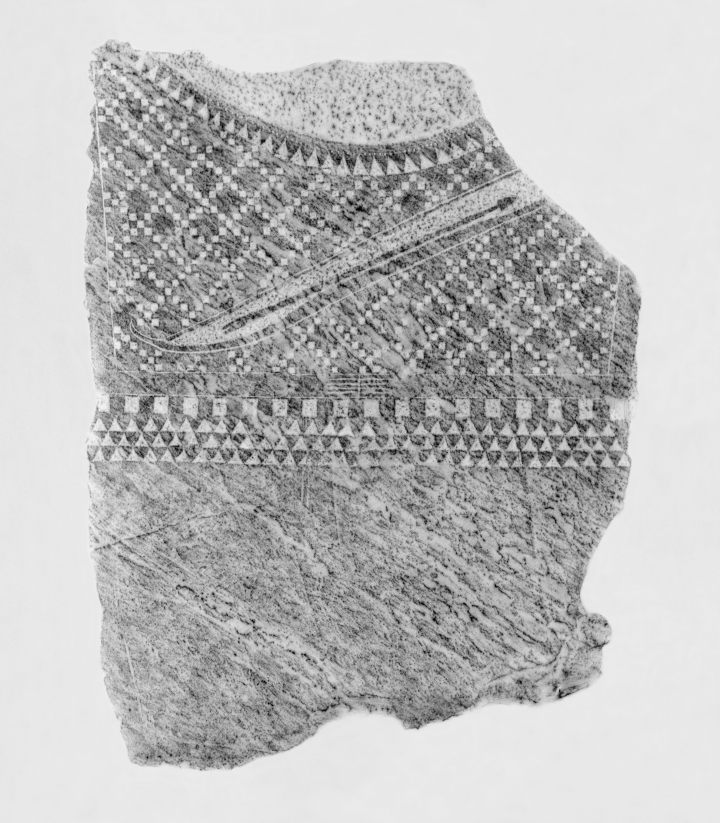
Otisk antropomorfní stély č. 20, Sion, nekropole Petit-Chasseur, Neolit

Kopírování technikou brass rubbing se týká především Británie, kde se nalézá v kostelích velké množství monumentálních mosazných náhrobních desek. Nejstarší pocházejí ze 14. století, množstvím jemných detailů vynikají desky z 15. a 16. století.
Podobný praktický účel má stone rubbing (otiskování kamenů), nejčastěji starověkých petroglyfů, málo zřetelných nápisů na náhrobních kamenech, geometrických vzorů na neolitických památkách, apod. V Číně byly touto technikou reprodukovány Konfuciovy texty v Loyangu a snímány kaligrafické nápisy z náhrobních kamenů již v 1. století n. l.